# Wolffradt

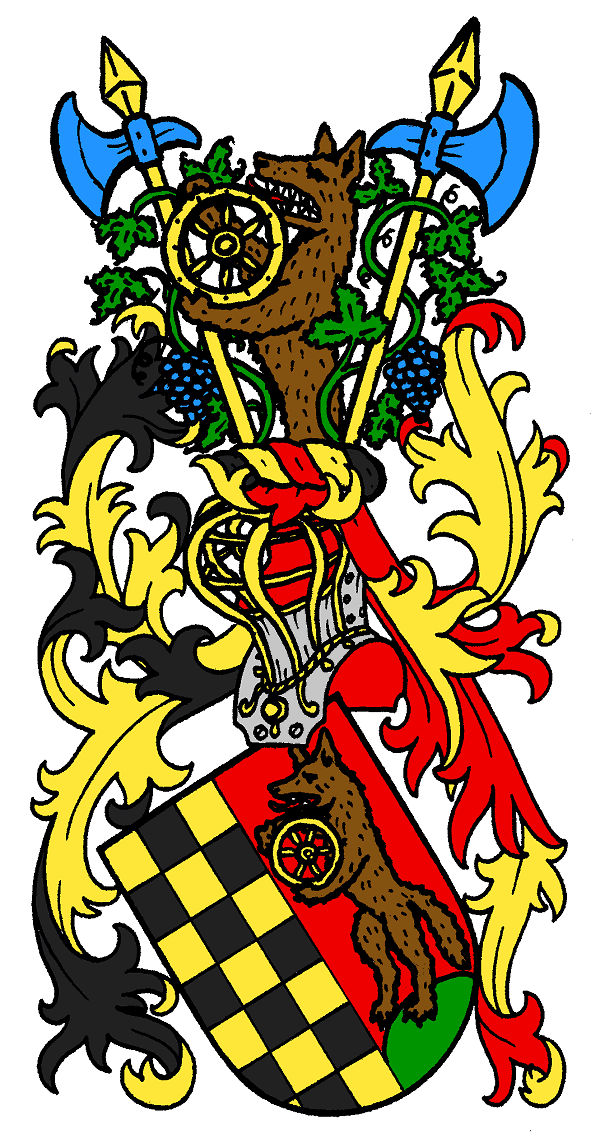
CoA von Wolffradt

Wolffradt is een uit Deventer stammend geslacht waarvan leden sinds 1647 tot de adel van Zweden behoren.

## Geschiedenis
De stamreeks begint met de uit Deventer afkomstige wijnhandelaar Hermann Wulffraidt die zich in 1567 in Duitsland vestigde. In 1647 werd een nakomeling, Berendt Wulfrath, heer van Lüssow bij Stralsund verheven in de Zweedse adel en in 1654 werd hij in de Zweedse ridderschap opgenomen. In 1742 werd een nakomeling opgenomen in de rijksridderstand. In 1772 werd de Zweedse generaal-majoor Balthasar Philip von Wolffradt verheven tot Zweeds baron. In 1810 werd een lid van het geslacht verheven tot Westfaals graaf.
Op 12 december 2012 werd door de directie van het Zweedse Ridderhas dat de naam van de in Zweden wonende leden van het geslacht als Wulfrath dient te worden geschreven.